# Беспалов, Дмитрий Трофимович
Дмитрий Трофимович Беспалов (3 мая 1913 года, Новотроицкая слобода, Воронежская область — 1993 год, Махачкала) — советский российский живописец, член Союза художников СССР, Народный художник РСФСР, Народный художник ДАССР.

## Биография
Дмитрий Трофимович Беспалов родился 3 мая 1913 г. в Новотроицкой слободе Воронежской области.

## Учёба
В 1931-1936 годы Дмитрий Трофимович учился в Краснодарском художественном техникуме. Во время Великой Отечественной войны выпускал «Окна ТАСС» в Махачкале. Участвовать в выставках Дмитрий Трофимович начал с 1947 года.

## Смерть
Дмитрий Трофимович Беспалов умер в 1993 году в Махачкале.

## Творчество
Работы художника хранятся в ДМИИ им. П.С. Гамзатовой, НМРД им. А. Тахо-Годи, в Художественном фонде ДО ВТОО «Союз художников РФ».